# Bolsjoj tsjelovek
Bolsjoj tsjelovek (Russisch: Большой человек, "Een groot man") is een film uit 1908 van regisseur Aleksandr Drankov. De film moet als verloren worden beschouwd. De film is een bewerking van het gelijknamige toneelstuk van Iosif Kolysjko.

## Verhaal
De film vertelt over een man die obstakels tegenkomt die hij niet kan overwinnen, en als gevolg daarvan begint hij mythes over zijn carrière te creëren.